# Couesmes
Couesmes ist eine 556 Einwohner (Stand: 1. Januar 2022) zählende französische Gemeinde in der Region Centre-Val de Loire im Département Indre-et-Loire. Sie gehört zum Arrondissement Chinon (bis 2016: Arrondissement Tours) und zum Kanton Langeais. Die Einwohner werden Couesmois genannt.

## Lage
Die Gemeinde Couesmes liegt etwa 38 Kilometer nordwestlich des Stadtzentrums von Tours. Im Norden wird die Gemeinde vom Flüsschen Ardillière begrenzt, das zur Fare entwässert. Couesmes wird umgeben von den Nachbargemeinden Chenu im Norden, Brèches im Osten, Souvigné im Südosten und Süden, Château-la-Vallière im Süden und Südwesten sowie Villiers-au-Bouin im Westen und Nordwesten.

## Bevölkerungsentwicklung
| Jahr                       | 1962 | 1968 | 1975 | 1982 | 1990 | 1999 | 2006 | 2013 | 2021 |
| Einwohner                  | 619  | 628  | 534  | 517  | 508  | 514  | 547  | 529  | 549  |
| Quellen: Cassini und INSEE |      |      |      |      |      |      |      |      |      |

## Sehenswürdigkeiten

Kirche Notre-Dame

- Kirche Notre-Dame
- Kapelle Saint-Nicolas